# Landelijke Inspectiedienst Dierenwelzijn
De Landelijke Inspectiedienst Dierenwelzijn (LID) is een onafhankelijke stichting die de dierenwelzijnswetgeving in Nederland handhaaft en toezicht houdt op de naleving ervan. De inspectiedienst richt zich daarbij op het welzijn van hobby- en gezelschapsdieren. De rijksoverheid bekostigt het grootste deel van de werkzaamheden en de Dierenbescherming maakt de begroting jaarlijks sluitend. 
De Dierenbescherming heeft de LID in 1986 opgericht en lange tijd volledig gefinancierd, omdat de overheid niet aan controles op het gebied van dierenwelzijn toekwam. De oorspronkelijke naam was daarom Landelijke Inspectiedienst Dierenbescherming. Omdat de dienst zijn werk tegenwoordig voor het grootste deel in opdracht van de rijksoverheid doet is de naam in de zomer van 2023 veranderd in Landelijke Inspectiedienst Dierenwelzijn.

## Inspecteurs

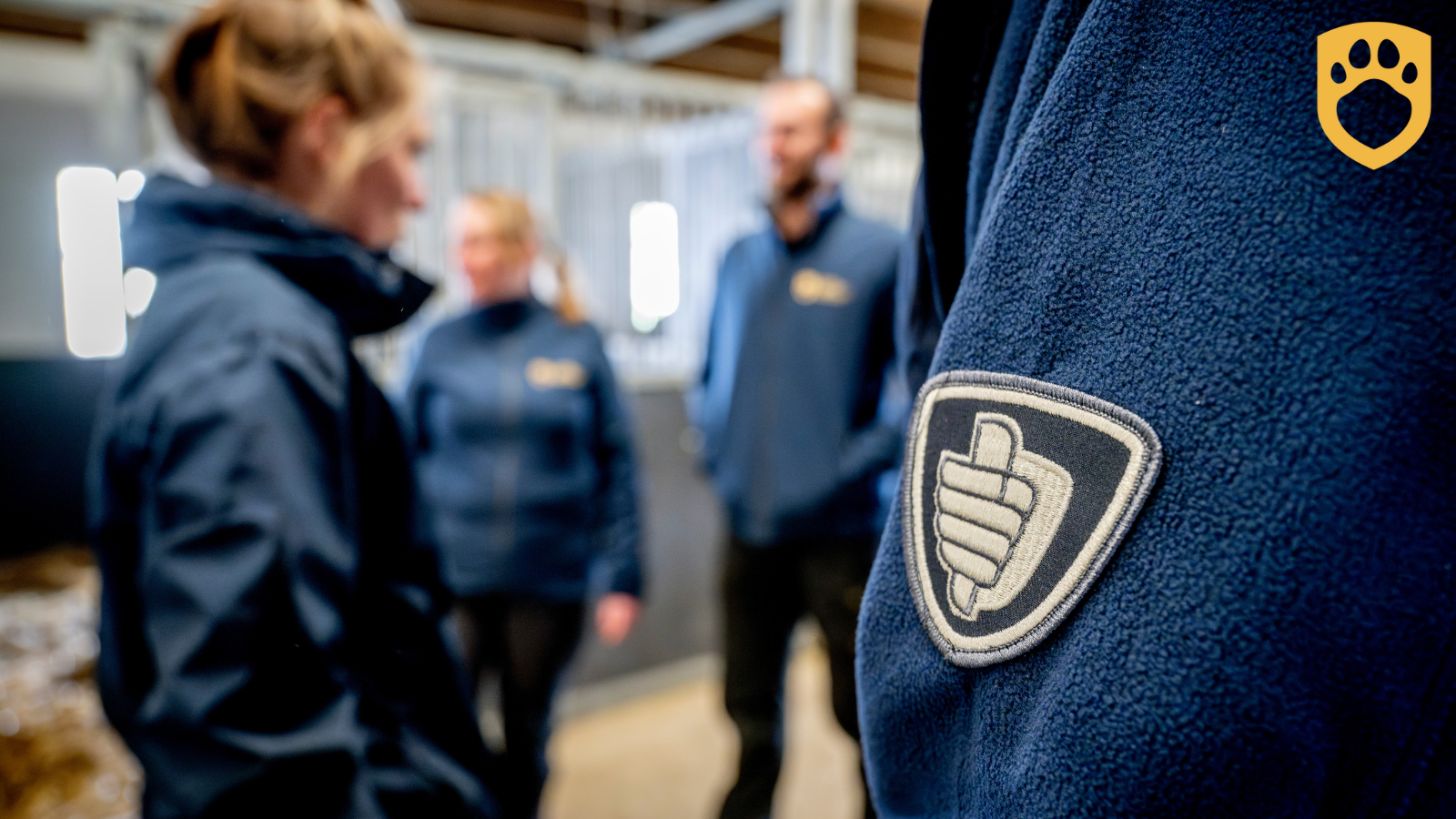
De inspecteurs zijn buitengewoon opsporingsambtenaar en toezichthouder

De inspectiedienst telt 25 inspecteurs die verdeeld over het gehele land dagelijks inspecties uitvoeren en toezicht houden. De meeste meldingen zijn afkomstig van Meldpunt 144, maar de LID neemt ook diergerelateerde meldingen over van de politie en Nederlandse Voedsel- en Warenautoriteit (NVWA) of ondersteunt hen bij werkzaamheden. Verder heeft elke inspecteur een gedegen netwerk in zijn of haar gebied en krijgt regelmatig rechtstreeks meldingen van onder meer dierenartspraktijken, dierenambulances en -opvangcentra, GGZ-medewerkers en gemeentes.
De inspecteurs van de LID zijn buitengewoon opsporingsambtenaar (boa). Dit houdt in dat zij speciale strafrechtelijke bevoegdheden hebben, zoals het vorderen van relevante informatie voor onderzoek, het aanzeggen van een proces-verbaal en in overleg met het Openbaar Ministerie in beslag nemen van dieren. Daarnaast zijn de inspecteurs toezichthouder: ze zien erop toe dat de regelgeving rondom dierenwelzijn wordt nageleefd. Hierbij kan de inspecteur bestuursrechtelijk optreden en in overleg met de Rijksdienst voor Ondernemend Nederland (RVO) lasten opleggen die zijn gericht op het herstel van het dierenwelzijn. In de ernstigste gevallen kunnen dieren in bewaring worden genomen.

## ISO 17020
Naast reguliere welzijnsinspecties voert de LID routinecontroles uit bij bedrijven en organisaties die zich professioneel bezighouden met hobby- en gezelschapsdieren zoals fokkerijen, pensions, handelaars en dierenspeciaalzaken. De LID is geaccrediteerd voor ISO 17020 om deze controles te doen en de Raad voor Accreditatie (RVA) neemt de werkzaamheden van de inspectiedienst elk jaar kritisch onder de loep. 